# 네이후구

네이후 구의 위치

네이후구(한국어: 내호구, 중국어: 內湖區, 병음: Nèihú Qū)는 중화민국 타이베이시의 시할구이다. 넓이는 31.5787km2이고, 인구는 2015년 8월 기준으로 286,588명이다.

## 지리
북쪽으로 스린 구, 동쪽으로 타이베이 현 시즈 시, 서쪽으로 쑹산 구와 중산 구, 남쪽으로 난강 구와 접한다.

## 역사
- 1920년 - 타이완의 지명 정리가 실시되었을 때 다이호쿠 주 시치세이 군 나이코 장이 되었다.
- 1945년 - 2차 대전 후에 네이후 향으로 개칭하였다.
- 1967년 - 타이베이 시가 원할시로 승격했을 때에 타이베이 시에 편입되어 네이후 구가 성립되었다.

## 하위 행정구역
- 우펀 리(五分里)
- 안타이 리(安泰里)
- 밍후 리(明湖里)
- 진후 리(金湖里)
- 캉닝 리(康寧里)
- 러캉 리(樂康里)
- 네이장 리(內溝里)
- 안후 리(安湖里)
- 둥후 리(東湖里)
- 난후 리(南湖里)
- 후저우 리(葫洲里)
- 루저우 리(蘆洲里)
- 시안 리(西安里)
- 시후 리(西湖里)
- 강푸 리(港富里)
- 강첸 리(港墘里)
- 시캉 리(西康里)
- 강두 리(港都里)
- 강화 리(港華里)
- 리산 리(麗山里)
- 다후 리(大湖里)
- 진루이 리(金瑞里)
- 쑤후 리(秀湖里)
- 비산 리(碧山里)
- 네이후 리(內湖里)
- 진룽 리(金龍里)
- 후빈 리(湖濱里)
- 스탄 리(石潭里)
- 후싱 리(湖興里)
- 후위안 리(湖元里)
- 바오후 리(寶湖里)
- 싱산 리(行善里)
- 저우메이 리(週美里)
- 칭바이 리(清白里)
- 쯔윈 리(紫雲里)
- 루이광 리(瑞光里)
- 쯔싱 리(紫星里)
- 쯔양 리(紫陽里)
- 루이양 리(瑞陽里)

## 교육
- 국방의학원

## 관광
- 다후 공원(大湖公園)
- 벽산암(碧山巖)